# Hierlot
Hierlot est un hameau de la commune de Lierneux au sud de la province de Liège en Région wallonne (Belgique).
Avant la fusion des communes, Hierlot faisait déjà partie de la commune de Lierneux.

## Situation
Cette petite localité ardennaise est située sur le versant nord de la vallée de Lienne qui coule dans la réserve naturelle domaniale des Prés de la Lienne. Hierlot se situe à 4 kilomètres au nord du centre de Lierneux et avoisine le hameau de La Chapelle.

## Description
Hierlot est un hameau à vocation agricole dont l'habitat est assez concentré. Il est principalement constitué de fermes et fermettes construites en pierres de schiste et souvent recouvertes d'ardoises. On note aussi la présence de plusieurs hangars aux toits en tôle ondulée. Entre deux de ces hangars, se trouve une petite chapelle construite en brique.